# Estadio de Vallejo
El Estadio de Vallejo fue el campo de fútbol donde el Real Gimnástico Club de Fútbol y posteriormente el Levante UD, disputaron sus partidos entre los años 1925 y 1968. El emplazamiento del estadio se ubicaba en la ciudad de Valencia, próximo a la Iglesia del Carmen en la calle Alboraya, y contaba con un aforo próximo a los 20.000 espectadores.

## Historia
El campo de Vallejo fue inaugurado el domingo 29 de noviembre de 1925, con un partido que enfrentó al Gimnástico FC y al Saguntino, siendo el resultado final de 6 a 0
El 6 de agosto de 1939 el FC Levante y el Gimnástico FC se fusionan (debido a que tras la Guerra Civil el primero de ellos carecía de estadio y el segundo de plantilla), por lo que el Estadio de Vallejo se convierte en el campo del actual Levante UD hasta 1968 (año de su demolición y venta). Los accesos al campo de Vallejo desde el centro de la ciudad se realizaban cruzando el Pont de Fusta o el Puente de Serranos,   (principalmente para los aficionados herederos del Gimnástico FC), mientras que desde los Poblados Marítimos se accedía al mismo vía el Grao, la Malvarrosa o el Cabanyal (en referencia a los aficionados herederos del FC Levante). 

(...)Quiero recordar a aquellas dos entusiasta familias bien avenidas que después de finalizada la guerra civil (1936-1939), fuimos fieles seguidores de nuestro UDL unos; los granotas, eran provenientes de los barrios de la Ciutat Vella, Russafa, del Carmen, del Camí de Trànsits, Camí de Morvedre, Camí d´Alboraia, Marjalenes, Benicalap, Campanar, las huertas circunvecinas de Beniferri, Benimaclet, Benimámet, quienes junto a los enardecidos levantinistas provenientes de los poblados marítimos éramos aquellos fidelísimos aficionados que, domingo tras domingo, llenábamos el histórico campo de Vallejo(...)

 El campo, con una capacidad en torno a los 15.000 - 20.000 espectadores, contaba con pistas de atletismo y en él se organizaron los campeonatos de España de atletismo de 1941. En 1963, el estadio fue testigo del primer ascenso del Levante UD a la Primera División de fútbol español, y ya en 1968, el entonces presidente de la entidad Grau Torralba y debido a la situación económica del club, decide vender los terrenos de la entidad para construir un nuevo estadio en la periferia de Valencia.